# 10789 Mikeread
10789 Mikeread este un asteroid din centura principală de asteroizi.

## Descriere
10789 Mikeread este un asteroid din centura principală de asteroizi. A fost descoperit pe 5 noiembrie 1991 la Kitt Peak National Observatory în cadrul proiectului Spacewatch. Asteroidul prezintă o orbită caracterizată de o semiaxă mare de 2,91 ua, o excentricitate de 0,09 și o înclinație de 2,2° în raport cu ecliptica.